# Cora

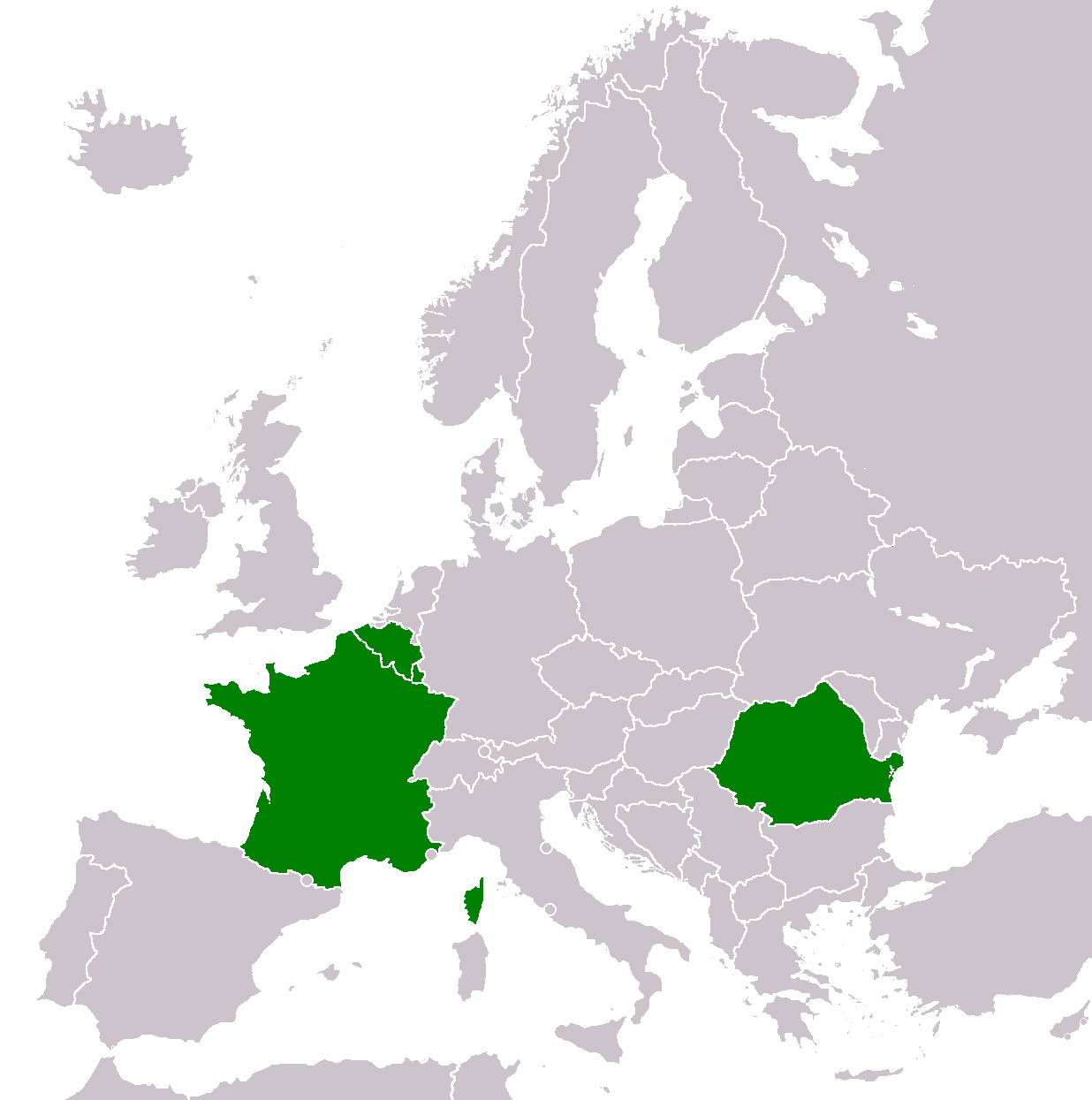
Страны Европы, в которых находятся магазины Cora

Cora — бельгийская компания, которая является владельцем нескольких супермаркетов и гипермаркетов в Европе.

## История

### История развития
- 1969 год — по франшизе компании Carrefour открывается первый гипермаркет Cora в Гаргес-ле-Гонессе.
- 1970 - 1975 год — открывается ещё десять гипермаркетов Cora.
- 1974 год — истекает срок франшизы и торговый знак Cora становится независимым.
- 1975 год — владельцем компании становится Филипп Боурез.
- 1975 - 1985 год — новые гипермаркеты Cora открываются раз в два года.
- 1989 год — компания начала распространять 500 продуктов под своим собственным брендом.
- 2003 год — начинает работу компания Cora Travel.

На 2010 год Cora владеет магазинами работающими под брендами Match, Profi, Albinuta, Truffaut, Ecomax, Animalis, Sovena и Houra, а также магазины под собственным брендом Cora.

### Название
Название происходит от имени греческой богини Персефоны, которую также нередко называют Кора.

## Магазины Cora в разных странах мира

### Бельгия
В Бельгии компания Cora имеет семь гипермаркетов расположенных в следующих местах:
- Брюссель (2);
- Валония (5).

### Люксембург
В Люксембурге компания Cora имеет два гипермаркета которые расположены в следующих городах:
- Фоец;
- Бертрэнж.

### Румыния
В Румынии компания Cora имеет три гипермаркета расположенные в следующих городах:
- Бухарест (2)
- Клуж-Напока
- Констанца

### Франция
Во Франции у компании Cora есть 59 гипермаркетов, расположенных большей частью на северо-западе страны, а также в её заморских департаментах Мартинике, Гваделупе и во Французской Гвиане.

## Статистика
| Страна             | Количество магазинов | Количество магазинов | Количество магазинов | Количество магазинов |
| Страна             | Cora                 | Albinuta             | Match                | Profi                |
| ------------------ | -------------------- | -------------------- | -------------------- | -------------------- |
| Антильские острова | 4                    | 0                    | 0                    | 0                    |
| Бельгия            | 7                    | 0                    | 0                    | 75                   |
| Венгрия            | 7                    | 0                    | 18                   | 45                   |
| Люксембург         | 2                    | 0                    | 0                    | 0                    |
| Румыния            | 4                    | 9                    | 0                    | 35                   |
| Франция            | 59                   | 0                    | 0                    | 0                    |
| Итого              | 83                   | 9                    | 18                   | 155                  |